# 통일도메인이름분쟁해결정책
통일도메인이름분쟁해결정책(Uniform Domain-Name Dispute-Resolution Policy) 또는 UDRP는 ICANN에서 제정한 도메인이름 분쟁을 해결하는 규정 및 절차를 뜻한다. 도메인 관련 분쟁해결을 간소화 신속화하기 위해서 고안되었으며 기존 법원을 통한 것보다 저렴하다는 장점이 있다.
UDRP는 현재 일반도메인(gTLD)인 .aero, .asia, .biz, .cat, .com, .coop, .info, .jobs, .mobi, .museum, .name, .net, .org, .pro, .tel, .travel 등의 도메인 뿐만아니라, 등록과 사용이 개방된 해외국가도메인 .ag, .ai, .as, .bm, .bs, .bz, .cc, .cd, .co, .cy, .dj, .ec, .fj, .fm, .gd, .gt, .ki, .la, .lc, .md, .me, .mw, .nr, .nu, .pa, .pk, .pn, .pr, .pw, .ro, .sa, .sc, .sl, .so, .tj, .tt, .tv, .ug, .ve, .vg, .ws 에도 적용이 된다. 
분쟁에서 승소하기 위해서는 신청인의 상표 또는 서비스표와 등록인의 도메인이름이 동일하거나 혼동을 일으킬 정도로 유사하고, 분쟁대상 도메인이름의 등록인이 그 도메인이름의 등록에 대한 권리 또는 정당한 이익을 가지고 있지 않으며, 등록인의 도메인이름이 부정한 목적으로 등록 및 사용되고 있을 것을 입증해야 한다.

## UDRP 분쟁조정기관
UDRP 도메인이름 분쟁조정 기관은 전세계에 5개 기관이 승인되었으며, 다음과 같다.
- 아시아도메인이름 분쟁조정센터(ADNDRC)
- 캐나다국제인터넷분쟁해결센터 (CIIDRC)
- 체코중재법원 인터넷분쟁조정센터
- 미국국가중재포럼(NAF)
- 세계지적재산권기구(WIPO)

한국의 인터넷주소분쟁조정위원회는 아시아도메인이름분쟁조정센터(ADNDRC)에 가입하여, UDRP 사건을 처리할 수 있다.

## 참고 문헌
- ETNEWS 도메인분쟁엔 UDRP 만능해결사로 2002-11-29
- KISA-ADNDRC, 도메인분쟁해결 MOU 개정안 서명 (2023. 4. 30).
- KISA, 인터넷주소분쟁조정 대상에 41개 해외 국가도메인 추가 (2022. 7. 5.)

## 같이 보기
- 인터넷주소분쟁조정위원회